# I See a Darkness
I See a Darkness – szósty album amerykańskiego muzyka Willa Oldhama (pierwszy wydany pod pseudonimem Bonnie 'Prince' Billy) z 1999 roku.
Charakterystycznym elementem jest okładka przedstawiająca czaszkę na czarnym tle, dobrze oddająca posępną atmosferę krążka. Płyta otrzymała bardzo pozytywne recenzje – jest jedną z niewielu, które przy premierze zostały ocenione na maksymalne 10.0 przez Pitchfork Media. Ta sama witryna umieściła album na 9. miejscu najlepszych płyt lat 90.. Utwór tytułowy coverował m.in. Johnny Cash.

## Lista utworów
1. "A Minor Place" - 3:43
2. "Nomadic Revery (All Around)" - 3:58
3. "I See a Darkness" - 4:49
4. "Another Day Full of Dread" - 3:10
5. "Death to Everyone" - 4:31
6. "Knockturne" - 2:17
7. "Madeleine-Mary" - 2:31
8. "Song for the New Breed" - 3:24
9. "Today I Was an Evil One" - 3:52
10. "Black" - 3:46
11. "Raining in Darling" - 1:54

## Twórcy
- Bonnie 'Prince' Billy – wokal, instrumenty, kompozytor
- Paul Oldham – zespół, inżynier dźwięku
- Peter Townsend – zespół
- Colin Gagon – zespół
- Bob Arellano - zespół
- Sammy Harkham - okładka
- David Pajo – miksowanie
- Konrad Strauss - mastering